# Heteromysis mureseanui
Heteromysis mureseanui är en kräftdjursart som beskrevs av Mihai Bacescu 1986. Heteromysis mureseanui ingår i släktet Heteromysis och familjen Mysidae. Inga underarter finns listade i Catalogue of Life.